# Парсек
Парсек (симбол: pc) представља јединицу дужине која се користи за мерење великих удаљености до астрономских објеката ван Сунчевог система, приближно једнака 3,26 светлосних година или 206,000 астрономских јединица (ау), односно 30,9 билиона километара (19,2 билиона миља). Парсек се добија коришћењем паралаксе и тригонометрије, а дефинише се као растојање на којем 1 ау покрива угао од једне лучне секунде (1/3600 степена). Ово одговара 648000/π астрономских јединица, тј. {\displaystyle 1\,\mathrm {pc} =1/\tan \left({1}\ \mathrm {arcsec} \right)\,\mathrm {au} }. Најближа звезда, Проксима Кентаури, удаљена је око 1.3 парсека (4.2 светлосне године) од Сунца. Већина звезда видљивих голим оком налази се унутар неколико стотина парсека од Сунца, а најудаљеније на неколико хиљада.
Из осенченог правоуглог троугла можемо извући релацију парсека. Позната нам је једна страница и наспрамни угао, тако да тражену страницу троугла можемо израчунати као:
{\displaystyle 1\,\mathrm {pc} ={1\,\mathrm {a.j.}  \over \,\mathrm {tg} \,1^{\prime \prime }}={149597870691\,\mathrm {m}  \over \mathrm {tg} \,\left({2\pi  \over 360\cdot 60\cdot 60}\right)}=3,0856775812815532\cdot 10^{16}\,\mathrm {m} }
или
{\displaystyle 1\,\mathrm {pc} =3,261563\,\mathrm {sv.\,g.} =206264,806245\,\mathrm {a.j.} }
где су употребљене ознаке за светлосну годину sv.g. и за астрономску јединицу a.j.
Реч парсек је портманто израз „паралаксе једне секунде“, који је сковао британски астроном Херберт Хол Тарнер је 1913. године да би астрономима олакшао прорачунавање астрономских растојања из само необрађених података посматрања. Делимично из тог разлога, то је јединица која се преферира у астрономији и астрофизици, иако светлосна година остаје истакнута у популарним научним текстовима и уобичајеној употреби. Иако се парсеци користе за краће удаљености унутар Млечног пута, потребни су вишеструки парсеци за веће размере у свемиру, укључујући килопарсеке (kpc) за удаљеније објекте унутар и око Млечног пута, мегапарсеке (Mpc) за средње галаксије на даљину и гигапарсеци (Gpc) за многе квазаре и најудаљеније галаксије.
У августу 2015. године, Међународна астрономска унија (IAU) донела је Резолуцију Б2 у којој се, као део дефиниције стандардизоване апсолутне и привидне болометријске скале магнитуда, помиње постојећа експлицитна дефиниција парсека као тачно 648000/π au, или отприлике 3,0856775814913673×1016 метара (на основу IAU 2012 тачне СИ дефиниције астрономске јединице). Ово одговара дефиницији парсека под малим углом која се налази у многим астрономским референцама.

## Историја и извођење
Парсек се дефинише као једнак дужини суседног крака (супротни крак је 1 АЈ) изузетно издуженог замишљеног правоуглог троугла у простору. Две димензије на којима се заснива овај троугао су његов краћи крак, дужине једне астрономске јединице (просечна удаљеност Земља-Сунце), и спуштени угао темена насупрот том краку, који мери једну лучну секунду. Применом правила тригонометрије на ове две вредности, може се извести јединична дужина другог крака троугла (парсек).
Једна од најстаријих метода које користе астрономи за израчунавање удаљености до звезде је одређивање разлике углова између два мерења положаја звезде на небу. Прво мерење се врши са Земље на једној страни Сунца, а друго отприлике пола године касније, када се Земља налази на супротној страни Сунца. Растојање између два положаја Земље када су оба мерења обављена је двоструко веће од растојања између Земље и Сунца. Разлика у углу између два мерења је двоструко већа од угла паралаксе, који се формира од линија од Сунца и Земље до звезде на удаљеном врху. Тада би се растојање до звезде могло израчунати помоћу тригонометрије. Прва успешна објављена директна мерења објекта на међузвезданим растојањима извршио је немачки астроном Фридрих Вилхелм Бесел 1838. године, који је користио овај приступ за израчунавање удаљености од 3,5 парсека од 61 Лабуда.

## Раздаљине у парсецима
Један килопарсек (kpc) износи хиљаду парсека, а један мегапарсек (Mpc) износи милион парсека.
Парсек је иначе згодна јединица за изражавање растојања у васиони. Наиме, просечно растојање између суседних звезда у Галаксији је приближно 1 парсек. Нама најближа звезда, Проксима Кентаури је удаљена од Земље 1.3 парсека. Растојања унутар галаксије се рачунају у килопарсецима, док се међугалактичка растојања изражавају у мегапарсецима. Космолошки велика растојања се најчешће мере другачије. Измери се колики је Доплеров црвени помак одређеног објекта, то се обележава словом z и говори нам колика брзина којом се објекат удаљава од Млечног пута услед ширења свемира. 
Примери за растојања која се мере парсецима:
- Од Земље до Проксиме Кентаури - 1.3pc
- Од Земље до средишта Млечног пута - 8.6kpc
- Од Земље до галаксије М100 - 17Mpc*